# Gare de Conflans-Fin-d’Oise
Gare de Conflans-Fin-d'Oise vasútállomás és RER állomás Franciaországban, Conflans-Sainte-Honorine településen.

## Vasútvonalak
Az állomást az alábbi vasútvonalak érintik:
- Párizs-Saint-Lazare-Mantes-Station via Conflans-Sainte-Honorine-vasútvonal
- Achères-Pontoise-vasútvonal

## Kapcsolódó állomások
A vasútállomáshoz az alábbi állomások vannak a legközelebb:
- Gare d’Achères-Ville (Gare de Boissy-Saint-Léger, A RER-vonal)
- Gare de Neuville-Université (Gare de Cergy-le-Haut, A RER-vonal)
- Gare d’Achères-Ville (Paris Gare Saint-Lazare, Transilien line L)
- Gare de Conflans-Sainte-Honorine (Paris Gare Saint-Lazare, Transilien J vonal)
- Halte de Maurecourt (Gare de Vernon, Transilien J vonal)

## Lásd még
- Franciaország vasútállomásainak listája
- A RER állomásainak listája